# Vadillo de la Guareña
Vadillo de la Guareña ist ein nordwestspanischer Ort und eine Gemeinde (municipio) mit nur noch 243 Einwohnern (Stand: 2024) im Süden der Provinz Zamora in der Autonomen Gemeinschaft Kastilien-León. 

## Lage und Klima
Vadillo de la Guareña liegt am Rand der Kastilischen Hochebene (Meseta Iberica) in einer Höhe von ca. 715 m. Die Provinzhauptstadt Zamora ist gut 42 km (Fahrtstrecke) in nordwestlicher Richtung entfernt; bis nach Salamanca sind es gut 38 km in südsüdwestlicher Richtung. Das gemäßigte Kontinentalklima wird nur selten vom Atlantik beeinflusst; Regen (ca. 444 mm/Jahr) fällt vorwiegend im Winterhalbjahr.

## Bevölkerungsentwicklung
| Jahr      | 1970 | 1981 | 1991 | 2001 | 2011 | 2021 |
| Einwohner | 541  | 370  | 397  | 378  | 328  | 248  |

## Sehenswürdigkeiten
- Michaeliskirche (Iglesia de San Miguel Arcángel)
- Christuskapelle